# Асаре, Айзек
Айзек Асаре (род. 1 сентября 1974, Кумаси) — ганский футболист, который играл на позиции правого защитника. Он провёл большую часть своей карьеры в Бельгии, где проживает и сейчас, получив бельгийское гражданство в 2006 году. Он представлял на международном уровне молодёжные команды Ганы и пять раз сыграл за основную сборную.

## Клубная карьера
Асаре начал карьеру в «Корнерстоунс» и в 1992 году в возрасте всего 18 лет был продан в бельгийский топ-клуб «Андерлехт». Он прибыл в клуб со своим соотечественником Яу Преко, где познакомился с ещё одним ганским футболистом, Нии Лэмпти. Но в отличие от них, Асаре было трудно получить место в основе на позиции правого защитника, он играл очень редко. За пять лет в «Андерлехте» он сыграл только 14 матчей с первой командой. Команда выиграла три чемпионских титула подряд в течение этого периода, но он в основном только выходил на замену.
В 1997 году он покинул клуб и присоединился к «Серкль Брюгге» из Второго дивизиона. Его первый сезон в клубе прошёл довольно хорошо. Асаре был избран игроком года по версии болельщиков клуба на традиционном опросе «Pop Poll d’Echte». Но в следующем сезоне он играл хуже и потерял своё место в основе команды. Затем он решил отправиться в Грецию и присоединился к «Наусе» из Второго дивизиона. Но опять же, он чаще оставался на скамейке резервистов и покинул клуб после двух сезонов.
В 2001 году Исаак Асаре оказался без клуба. В течение нескольких недель, чтобы поддержать форму, он играл за голландский любительский клуб, «Фолксфринд», а затем перешёл в «Дессел Спорт» из бельгийского Второго дивизиона. После двух сезонов в клубе он перешёл в команду региональной лиги, «Лентезон Бирсе». В 2005 году он объявил о конце своей футбольной карьеры. Через год, поскольку он долгое время прожил в Бельгии, он сделал запрос и получил бельгийское гражданство.

## Международная карьера
Айзек Асаре представлял Гану на международном уровне в юношеской, молодёжной и, наконец, главной сборной, за которую он сыграл пять отборочных матчей на чемпионат мира по футболу 1994 и 1998.
В 17 лет он принял участие в юношеском чемпионате мира 1989 года в Шотландии, где Гана не вышла с группы; и на мундиале 1991 года в Италии, где он выиграл турнир, победив в финале Испанию. В следующем году он участвовал в Олимпиаде в Барселоне. Гана вылетела в полуфинале, проиграв Испании, а затем завоевала бронзовую медаль, обыграв Австралию. Асаре забил единственный гол в матче за третье место.
В 1993 году он вошёл в состав сборной Ганы до 20 лет для квалификации на чемпионат мира в этой категории. За Гану играли многие будущие звёзды международного футбола: Самуэль Куффур, Эммануэль Дуа и Августин Ахинфул. Асаре забил гол в четвертьфинале в ворота России. Гане удалось дойти до финала турнира, но команда проиграла Бразилии.
В 1994 году его вызвали в первую сборную. Так как он не имел игровой практики в «Андерлехте», он потерял место в национальной сборной, и до 1996 года сыграл только пять матчей.

## Достижения
- Бронзовый призёр летних Олимпийских игр (1): 1992